# Доклад Валеча

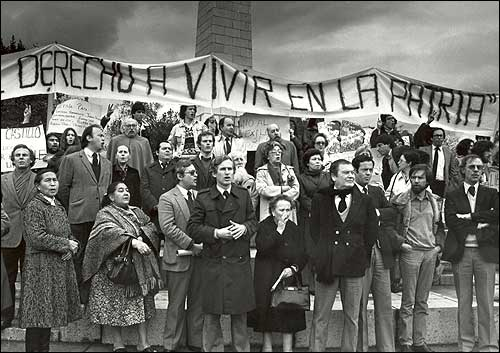
Чилийцы требуют права на жизнь, 1985 г.

Доклад Валеча — доклад Национальной комиссии по делам политических заключённых и пыткам (La Comisión Nacional sobre Prisión Política y Tortura), созданной в 2003 году указом президента Чили Рикардо Лагоса с целью «установить лиц, которые подверглись лишению свободы и пыткам по политическим мотивам в результате действий представителей государства или лиц, находящихся на государственной службе, в период между 11 сентября 1973 года и 10 марта 1990 года», то есть во время диктатуры Пиночета.
Комиссию возглавил епископ и правозащитник Серхио Валеч. В неё вошли ещё семь членов: Мария Луиса Сепульведа (исполнительный вице-председатель, специалист по вопросам прав человека), юристы Мигель Луис Амунатеги, Лусьяно Фуийу, Хосе Антонио Гомес (председатель Социал-демократической радикальной партии), Лукас Сьерра, Альваро Варела и психолог Элизабет Лира. В комиссии не участвовали ни представители жертв, ни члены организаций бывших политических заключённых и жертв режима.
Первоначальный доклад основывался на показаниях 35868 человек, из которых 27255 были сочтены удовлетворяющими критериям. Еще 8000 случаев были рассмотрены в следующие полгода, и доклад был дополнен 1204 случаями, 86 из которых относились к детям младше 12 лет, в том числе неродившимся, что составило в целом 28459 случаев.
По результатам работы комиссии, государство назначило жертвам пожизненную денежную компенсацию, которая в год составит от 1 350 000 песо до 1 550 000 песо (на декабрь 2005 года около 2300 и 2600 долларов США); дети, родившиеся в тюрьме или арестованные вместе с родителями, получат одновременную выплату в размере 4 миллионов песо.
Первая часть доклада с изложением выводов расследования, проводившегося в течение шести месяцев, была опубликована 29 ноября 2004 года, вторая — 1 июня 2005 года. Свидетельские показания находятся под грифом «секретно» и будут рассекречены через 50 лет. По этой причине они не могут быть использованы в судебных слушаниях по делам о нарушении прав человека в отличие от парагвайских «Архивов террора» и материалов по операции «Кондор».

## Принципы и определения
Комиссия дала своё определение термину «пытка», основываясь на определениях, данных в Конвенции
против пыток (ч. 1, ст. 1) ООН и Межамериканской конвенции по предупреждению и наказанию пыток.
Согласно данному в докладе определению, также учитываются случаи, когда задержания и пытки производились не самими представителями государственных органов, но по их принуждению либо с их ведома и согласия (с. 19). Доклад устанавливает ответственность и за бездействие, когда облечённый властью чиновник не предотвратил нарушения прав человека, хотя его положение давало ему возможность сделать это (с. 20).
Что касается арестов и задержаний, то учитывается только незаконное лишение свободы, то есть (стр. 21-22):
- не имеющее законного основания (например, в виде ордера на арест или приговора суда);
- свыше установленного судом и законом срока;
- если задержание происходило с нарушением прав человека и предписанных законом формальностей;
- если имели место нарушения прав человека и законов в течение срока нахождения под стражей.

При этом в случаях противоречия внутреннего законодательства международному доклад признавал главенство международных законов и договоров, подписанных Чили.

## Критика

### Секретность
Самую острую критику со стороны правозащитных организаций вызвало решение засекретить материалы комиссии и имена палачей. «Годами отказываясь расследовать случаи применения пыток, наконец-то в Чили собрали свидетельские показания, которые могли бы помочь установить и привлечь к суду тех, кто виновен в тысячах злоупотреблений, — сказал Хосе Мигель Виванко, директор американского отделения организации Human Rights Watch. — Непостижимо, что правительство и конгресс намеренно мешают этому… Если собранные свидетельства ещё на полвека останутся под грифом „секретно“, многие виновные никогда не понесут наказания». Чилийское правительство уточнило, что никто не запрещает человеку тем или иным образом обнародовать свои показания, однако, не располагая документами, суды не будут иметь возможности установить других свидетелей по расследуемому делу.
После публикации доклада Валеча в ответ на отказ обнародовать имена палачей чилийская Организация бывших политзаключённых выпустила собственный документ «Мы, выжившие, обвиняем» («Nosotros, los sobrevivientes, acusamos»), где на более чем 500 страницах вместе с рассказами жертв перечислила имена двух тысяч мучителей и их пособников. Среди них был и Хоакин Лавин, проигравший на президентских выборах Рикардо Лагосу.

### Расхождения в цифрах
Нарекания вызвали и критерии отбора жертв, применение которых привело к огромным расхождениям в оценках их количества. Согласно выводам Этической комиссии против пыток, сформированной несколькими чилийскими правозащитными организациями, в период военной диктатуры пыткам подверглись около 400 000 человек.
Например, сквозь печально известный Национальный стадион, превращённый в концентрационный центр, по разным данным, только за первые два месяца после переворота прошли от 20 до 40 тысяч заключённых, большинство из которых подвергались избиениям, унижениям и издевательствам. Или за один день 15 мая 1986 года в результате рейда по тридцати двум побласьонам (кварталам) Сантьяго полиция задержала 15 000 человек без каких-либо судебных предписаний. Таким образом, число подвергшихся незаконным репрессиям только по этим двум фактам, без учета других многочисленных фактов подобного рода, значительно превышает число, указанное в докладе.
Кроме того, не были учтены многие случаи, не проходившие по критериям комиссии:
- не была доказана политическая мотивация задержания или пыток, так как имело место лишь злоупотребление властью, либо пытки производились частными лицами, не действовавшими от имени государства;
- жертвы находились за пределами страны (комиссия рассматривала только преступления, совершённые на территории Чили);
- имели место грубые нарушения прав человека, как то: вынужденное переселение в бедные районы, угрозы и запугивания, увольнения, домашние аресты и другие формы контроля, ссылки и изгнания внесудебными решениями или по приговору военных судов и т.п. Однако, хотя комиссия признаёт, что эти репрессии повлекли тяжёлые последствия для жертв вплоть до гибели некоторых лиц, формально они не могут быть отнесены к пыткам.

Процесс доказательства показаний осложнялся и тем, что большое количество жертв не могло подтвердить ни факта лишения свободы, ни пыток, когда они производились без документов, очевидцев (либо очевидцев не удалось найти) и медицинского освидетельствования. Сама комиссия признала, что особенно в первые годы диктатуры очень немногие могли получить медицинские документы с констатацией причинённого здоровью ущерба. На следующих этапах репрессий аресты производились без свидетелей и арестованных допрашивали в секретных местах, так как под международным давлением правительство Чили было вынуждено создавать видимость соблюдения закона. Кроме того, за 30 лет многие подвергшиеся пыткам умерли своей смертью (в том числе и поэтому подавляющее большинство жертв — молодые люди на момент репрессий) и, соответственно, не могли дать показания, но так как они не были казнены, то не вошли и в число жертв режима, установленное докладом Реттига.
За время диктатуры страну покинуло свыше 1 миллиона человек, в том числе 200 тысяч политических изгнанников (по данным Чилийской комиссии по правам человека, 1983 г.). Сколько из них были жертвами незаконных арестов и пыток, но не обратились с заявлениями в Комиссию Валеча, невозможно предположить.

## Некоторые выводы
Комиссия установила, что 94 % арестованных подвергались пыткам. Фактически она подтвердила, что пытки были систематической формой подавления, проводившейся в государственном масштабе. 67,4 % пострадавших приходится на первый период репрессий (сентябрь — декабрь 1973 г.), 19,3% на второй период (январь 1974 – август 1977), 13,3 % на третий период (август 1977 — март 1990).
Из 3399 дававших показания женщин почти все заявили о сексуальном насилии.
Две трети заявителей пострадали в первый период репрессий сразу после военного переворота в сентябре 1973 года.
766 жертв находились в возрасте 16–17 лет, 226 – 13–15 лет, 88 – 12 лет и младше.
Комиссия установила более 1000 пыточных центров, в том числе в школах, больницах, полицейских участках, военных объектах и т. д. Заключённых часто держали связанными, на голом полу, с завязанными глазами и в полной неизвестности.
Применялись следующие пытки: избиение и нанесение травм, подвешивание особым образом для причинения сильной боли, пытки электрическим током, имитация расстрела, унижение, обнажение, сексуальное насилие разного рода, погружение в воду, вынужденное присутствие при пытках и казнях других жертв, русская рулетка, длительные допросы, лишение сна и еды, содержание в невыносимых условиях, удушение и другие.
Почти все заявили, что арест происходил с грубым насилием, в присутствии родных, иногда детей, среди ночи, сопровождался избиениями и угрозами в адрес членов семьи.
Большинство жертв до сих пор не сумели оправиться от пережитого.

## Общественный отклик
Несмотря на противоречивые оценки, общественный опрос, проведённый фондом «Будущее» (Fundación Futuro) под председательством чилийского бизнесмена и кандидата в президенты на выборах 2006 года Себастьяна Пиньеры, показал, что 74% чилийцев поддержали выводы доклада. Для многих доклад лишь подтвердил давно известные факты. В своей речи президент Лагос сказал, что документ не должен вновь вызвать к жизни злобу, но ещё больше сплотить всех чилийцев. Не все, однако, остались довольны результатами. «Я плачу от ярости. Сорок лет молчания для всех, кто издевался над мужчинами, женщинами и детьми этой страны, – и шесть месяцев для того, чтобы жертвы успели дать свои показания», – сказала Ана Кортес, одна из пострадавших.
Главнокомандующий чилийской армией генерал Хуан Эмилио Чейре впервые признал институциональную вину армии в нарушениях прав человека и заявил, что их нельзя оправдать никаким идеологическим конфликтом. До этого официальная точка зрения состояла в том, что в насилии повинны отдельные офицеры, действовавшие по собственному усмотрению. Однако представители других родов вооружённых сил, как и полиции, не поспешили поддержать покаянное заявление генерала Чейре.
Отрицательную реакцию вызвал размер денежной компенсации, не достигающей прожиточного минимума. Ассоциация родственников пропавших без вести и Национальная организация бывших политзаключённых утверждают, что компенсация не соответствует ст. 14 Конвенции ООН против пыток, которая закрепляет право жертвы «на справедливую и адекватную компенсацию, включая средства для возможно более полной реабилитации».
Тем не менее доклад Валеча представляет собой важнейший исторический документ, поскольку открывает ещё одну часть правды о печальных страницах истории Чили.